# Alfabeto cirillico serbo
L'alfabeto cirillico serbo (in serbo српска ћирилица?, srpska ćirilica, [sr̩̂pskaː ʨirǐliʦa]) è una versione dell'alfabeto cirillico utilizzata per la lingua serba, sviluppato nel 1818 dal linguista serbo Vuk Karadžić. È uno dei due alfabeti standard moderni utilizzati per mettere per iscritto la lingua serba, la lingua bosniaca e la lingua montenegrina insieme all'alfabeto latino. Il cirillico è l'alfabeto ufficiale della Serbia dal 2006.
Karadžić usò come base per il suo alfabeto il cirillico, seguendo fedelmente il principio di Johann Adelung dello scrivi come parli e leggi com'è scritto (in serbo Пиши као што говориш и читај како је написано, Piši kao što govoriš i čitaj kako je napisano). Le varianti serbe dell'alfabeto cirillico e dell'alfabeto latino hanno una corrispondenza perfetta uno a uno per ogni lettera, con i digrafi Lj, Nj, e Dž che contano come singole lettere nella variante latina.
L'alfabeto cirillico viene percepito come più tradizionale e gode dello status ufficiale in Serbia (designato dalla Costituzione come "scrittura ufficiale", a differenza dello status dell'alfabeto latino come "scrittura in uso ufficiale", così designato da un atto di livello minore), Bosnia ed Erzegovina, Montenegro e Kosovo (insieme all'alfabeto latino). Nel corso del XX secolo l'alfabeto latino ha acquisito maggior uso, specialmente in Bosnia ed Erzegovina e Montenegro.
L'alfabeto cirillico serbo è stato utilizzato come base per creare l'alfabeto cirillico macedone, insieme alle opere di Krste Misirkov e Venko Markovski.

## L'alfabeto
La tabella seguente fornisce la forma maiuscola e minuscola di ognuna delle 30 lettere che compongono l'alfabeto cirillico serbo, con le forme equivalenti dell'alfabeto latino serbo ed il loro valore secondo l'alfabeto fonetico internazionale (IPA):
| Alfabeto cirillico Alfabeto latino IPA | А а A a /a/ | Б б B b /b/ | В в V v /ʋ/  | Г г G g /ɡ/   | Д д D d /d/ | Ђ ђ Đ đ /dʑ/ | Е е E e /ɛ/   | Ж ж Ž ž /ʒ/  | З з Z z /z/    | И и I i /i/ |
| Alfabeto cirillico Alfabeto latino IPA | Ј ј J j /j/ | К к K k /k/ | Л л L l /l/  | Љ љ Lj lj /ʎ/ | М м M m /m/ | Н н N n /n/  | Њ њ Nj nj /ɲ/ | О о O o /ɔ/  | П п P p /p/    | Р р R r /r/ |
| Alfabeto cirillico Alfabeto latino IPA | С с S s /s/ | Т т T t /t/ | Ћ ћ Ć ć /tɕ/ | У у U u /u/   | Ф ф F f /f/ | Х х H h /x/  | Ц ц C c /ts/  | Ч ч Č č /tʃ/ | Џ џ Dž dž /dʒ/ | Ш ш Š š /ʃ/ |

## Storia
I due alfabeti slavi, il glagolitico ed il cirillico, per tradizione, furono inventati dai fratelli missionari cristiani bizantini Cirillo e Metodio alla metà del IX secolo d.C., durante l'evangelizzazione dei popoli slavi. Il glagolitico sembra il più antico dei due, antecedendo probabilmente l'introduzione del cristianesimo, solo ufficializzato da Cirillo ed arricchito per esprimere anche i suoni non appartenenti alla lingua greca. L'alfabeto cirillico probabilmente è stato una creazione dei discepoli di Cirillo, forse alla scuola letteraria di Preslav alla fine dello stesso secolo.
La prima forma di Cirillico fu l'ustav, basata sulla scrittura onciale greca, arricchita da nuove legature e da lettere prese in prestito dall'alfabeto glagolitico, per esprimere le consonanti non presenti in greco. Non si faceva ancora distinzione tra lettere maiuscole e minuscole. La lingua slava letteraria si basava sul dialetto antico slavo di Salonicco.

### La riforma di Karadžić

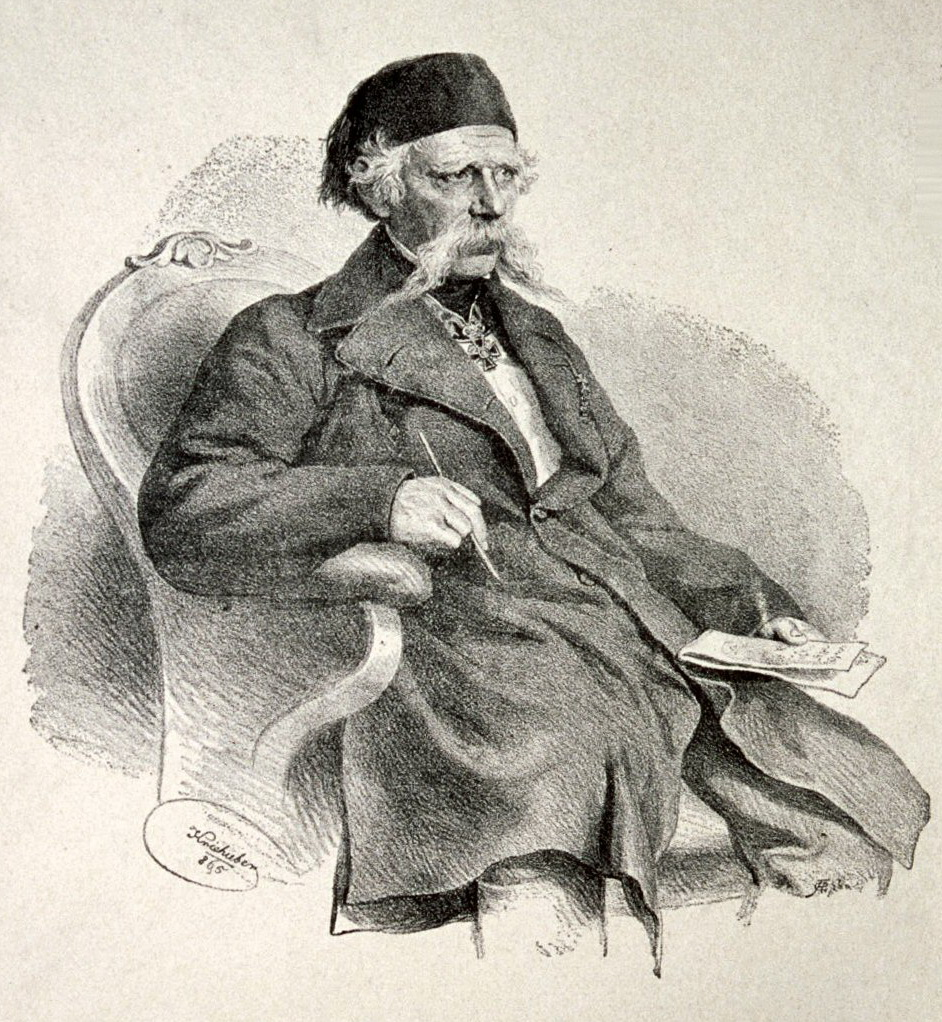
Vuk Karadžić

Vuk Stefanović Karadžić (1787–1864) fuggì dalla Serbia durante la rivoluzione serba nel 1813, alla volta di Vienna. Qui conobbe Jernej Kopitar, un linguista interessato alla slavistica. Kopitar e Sava Mrkalj aiutarono Karadžić a riformare la lingua serba e la sua ortografia. Portò a compimento l'alfabeto nel 1818, con il Dizionario Serbo.

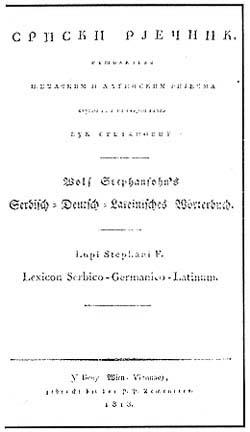
Il dizionario di Karadžić.

Karadžić riformò la lingua letteraria serba e standardizzò l'alfabeto cirillico serbo seguendo principi fonemici rigidi sul modello tedesco e dell'alfabeto ceco di Jan Hus. Le riforme di Karadžić della lingua letteraria serba la resero più moderna e la allontanarono dallo slavo ecclesiastico utilizzato nella chiesa serba ed in Russia, avvicinandola maggiormente alla lingua comune del popolo, in particolare al dialetto dell'Erzegovina orientale, che Karadžić parlava. Vuk Karadžić fu, insieme a Đuro Daničić, il principale firmatario serbo dell'Accordo letterario di Vienna del 1850 che, sostenuto dalle autorità austriache, pose le basi per la lingua serba moderna, le cui varie forme sono oggi utilizzate in Serbia, Montenegro, Bosnia ed Erzegovina e Croazia. Karadžić tradusse inoltre in serbo il Nuovo Testamento, pubblicato nel 1868.
Scrisse diversi libri; Mala prostonarodna slaveno-serbska pesnarica e Pismenica serbskoga jezika nel 1814, ed altri due nel 1815 e 1818, durante la cui stesura stava ancora lavorando al nuovo alfabeto. Nelle sue lettere del 1815-1818 utilizzava ancora le lettere ю, я, ы e ѳ. Nel suo libro di canti del 1815 riprese l'uso di Ѣ.
L'alfabeto fu adottato ufficialmente nel 1868, quattro anni dopo la sua morte. Si utilizza anche l'alfabeto latino corrispondente (latinica) per mettere la lingua per iscritto.
Dell'alfabeto antico slavo conservò 24 lettere:
| А а | Б б | В в | Г г | Д д | Е е | Ж ж | З з |
| И и | К к | Л л | М м | Н н | О о | П п | Р р |
| С с | Т т | У у | Ф ф | Х х | Ц ц | Ч ч | Ш ш |

Ne aggiunse una dell'alfabeto latino:
| Ј ј |

E ne creò cinque nuove:
| Љ љ | Њ њ | Ћ ћ | Ђ ђ | Џ џ |

Decise invece di eliminare dall'uso:
| Ѥ ѥ (је) | Ѣ, ѣ (јат) | І ї (и)   | Ы ы (јери, тврдо и) | Ѵ ѵ (и)  | Ѹ ѹ (у)  | Ѡ ѡ (о)  | Ѧ ѧ (ен) | Я я (ја)             |                     |
| Ю ю (ју) | Ѿ ѿ (от)   | Ѭ ѭ (јус) | Ѳ ѳ (т)             | Ѕ ѕ (дз) | Щ щ (шч) | Ѯ ѯ (кс) | Ѱ ѱ (пс) | Ъ ъ (тврди полуглас) | Ь ь (меки полуглас) |

#### In Austria-Ungheria
Alcuni ordini emessi il 3 ed il 13 ottobre 1914 bandirono l'uso dell'alfabeto cirillico serbo in Croazia, limitandone l'uso al catechismo religioso. Fu emesso poi un decreto, passato il 3 gennaio 1915 che aboliva il diritto di rivolgersi alle autorità con documenti scritti in cirillico. Un ordine imperiale, emesso il 25 ottobre 1915, bandiva l'uso del cirillico serbo in Bosnia ed Erzegovina, ad eccezione dell'«utilizzo che ne fanno le autorità della chiesa ortodossa serba».

#### In Jugoslavia
L'alfabeto cirillico serbo fu uno dei due sistemi di scrittura ufficiali utilizzati per scrivere la lingua serbo-croata in Jugoslavia fin dalla sua fondazione nel 1918.
Dopo il collasso della Jugoslavia all'inizio degli anni novanta del XX secolo, il serbo-croato fu diviso in due varianti su basi etniche (come prima della fondazione della Jugoslavia unita) e l'alfabeto cirillico non godeva più di alcuno status ufficiale in Croazia, mentre in Serbia, Bosnia ed Erzegovina e Montenegro, l'alfabeto cirillico rimase il sistema di scrittura ufficiale secondo le rispettive costituzioni; la Slovenia e la Repubblica di Macedonia non hanno mai usato ufficialmente la lingua serbo-croata.
Secondo la costituzione serba del 2006, il cirillico è l'unico alfabeto ufficiale.

## Lettere speciali
Le legature ⟨Љ⟩ e ⟨Њ⟩, insieme a ⟨Џ⟩, ⟨Ђ⟩ e ⟨Ћ⟩ vennero create appositamente per l'alfabeto serbo.
- Karadžić prese come base per le lettere ⟨Љ⟩ e ⟨Њ⟩ uno schizzo di Sava Mrkalj, in cui combinava le lettere ⟨Л⟩ (L) e ⟨Н⟩ (N) con il "segno debole" (Ь).
- Karadžić uso come base per ⟨Џ⟩ la lettera "Gea" dell'alfabeto cirillico rumeno.[senza fonte]
- La ⟨Ћ⟩ fu adottata da Karadžić per rappresentare la consonante affricata alveolo-palatale sorda (IPA: /tɕ/). La lettera fu adattata sulla base della lettera Djerv, che è la dodicesima lettera dell'alfabeto glagolitico; questa lettera venne usata nel serbo scritto fin dal XII secolo, per rappresentare i suoni /ɡʲ/, dʲ/ e /dʑ/.
- Karadžić adottò uno schizzo di Lukijan Mušicki per la lettera ⟨Ђ⟩. Si basava sulla lettera ⟨Ћ⟩, così come creata da Karadžić.
- ⟨Ј⟩ fu presa in prestito dall'alfabeto latino.

La ⟨Љ⟩, la ⟨Њ⟩ e la ⟨Џ⟩ vennero in seguito utilizzate anche per l'alfabeto cirillico macedone.

## Differenze dagli altri tipi di alfabeto cirillico

Modi diversi di scrivere le lettere b, g, d, p, t, in stampatello comune (sinistra), corsivo russo (centrale) e corsivo serbo (destra); si deve comunque notare che tutte le varianti serbe, ad eccezione della 'g' corsiva, sono accettabili nel corsivo russo

La variante serba dell'alfabeto cirillico non utilizza alcune lettere che si trovano in altre varianti slave del medesimo alfabeto. Non utilizza il segno duro (ъ) ed il segno molle (ь), anche se di quest'ultimo se ne ritrova traccia nelle legature create a posteriori. Non possiede la lettera russa/bielorussa Э (/e/), le semivocali Й (/j/) ed Ў (/w/), né le lettere iotizzate Я (russo/bulgaro/ucraino /ja/), Є, Ї (ucraino /je/, /ji/), Ё (russo /jo/) o Ю (russo/bulgaro/ucraino /ju/), che vengono però rese nello scritto con due grafemi diversi: Ја, Је, Ји, Јо, Ју. La lettera Ј ricopre anche il ruolo della semivocale /j/. La lettera Щ (russo/ucraino: /ʃʧ/, bulgaro /ʃt/) non viene usata; se necessario, viene trascritta con due grafemi diversi, ШЧ o ШТ.
Nella variante serba ed in quella macedone dell'alfabeto cirillico, le forme corsive minuscole delle lettere б, п, г, д e т risultano diverse da quelle corrispondenti nelle altre varianti dell'alfabeto cirillico (in serbo la ш minuscola si può sottolineare a scelta, mentre non è permesso in macedone). Questo presenta un ostacolo per i modelli Unicode poiché i glifi differiscono solo nella versione corsiva e le lettere non corsive hanno sempre avuto gli stessi codici delle lettere corsive. La tipografia professionale serba utilizza caratteri creati specificatamente per la propria lingua per risolvere il problema, ma i testi stampati da computer comuni utilizzano glifi corsivi sul modello delle lingue slave orientali piuttosto che sul modello serbo. I caratteri cirillici Adobe e la nuova famiglia di caratteri di Microsoft Windows Vista includono le varianti serbe corsive. Le lettere possono essere facilmente implementate usando, per esempio, Adobe Illustrator.

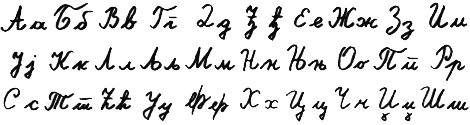
La corretta grafia serbo — tutte le 30 maiuscole e 30 minuscole sono corrette su questa immagine. L'ultimo, piccolo ш, può anche essere opzionalmente sottolineato.